# Telmisartan
Telmisartanul este un medicament antihipertensiv, fiind utilizat în tratamentul hipertensiunii arteriale. Acționează ca antagonist al receptorilor angiotensinei II (sartan, BRA). Calea de administrare disponibilă este cea orală.

## Utilizări medicale
Telmisartan este utilizat în tratamentul hipertensiunii arteriale esențiale. Se poate asocia cu amlodipină.